# Leopold Waber
Leopold Waber (17. března 1875 Uničov – 12. března 1945 Vídeň) byl rakouský politik, na počátku 20. století poslanec Říšské rady, v poválečném období poslanec rakouské Národní rady, ministr vnitra, ministr spravedlnosti a rakouský vicekancléř.

## Biografie
Vychodil národní školu a gymnázium v Kroměříži. Absolvoval Vídeňskou univerzitu, kde promoval roku 1907. Působil ve finanční správě, získal titul dvorního rady. Angažoval se politice jako člen německých politických stran. Byl viceprezidentem Jednoty státních úředníků a předsedou organizace Deutscher Volksbund.
Na počátku 20. století se zapojil i do celostátní politiky. Ve volbách do Říšské rady roku 1911 získal mandát v Říšské radě (celostátní zákonodárný sbor) za obvod Dolní Rakousy 29. Usedl do poslanecké frakce Německý národní svaz, do které se sloučily německé konzervativně-liberální a nacionální politické proudy. Ve vídeňském parlamentu setrval až do zániku monarchie. K roku 1911 se profesně uvádí jako finanční komisař.
V letech 1918–1919 zasedal jako poslanec Provizorního národního shromáždění Německého Rakouska (Provisorische Nationalversammlung), nyní za Německou nacionální stranu (DnP). Od 4. března 1919 do 9. listopadu 1920 byl poslancem Ústavodárného národního shromáždění Rakouska a od 10. listopadu 1920 do 1. října 1930 poslancem rakouské Národní rady za Velkoněmeckou nacionální stranu (GDVP), přičemž od 27. října 1926 vykonával též funkci místopředsedy (oficiálně třetí prezident) rakouské Národní rady. Zastával také vládní posty. Od 5. listopadu 1918 do 15. března 1919 byl státním podtajemníkem na státním úřadu (ministerstvu) zahraničních věcí. Od 21. června 1921 do 16. ledna 1922 byl ministrem vnitra Rakouska a od 31. května 1922 do 17. dubna 1923 ministrem spravedlnosti Rakouska. Od 20. listopadu 1924 do 20. října 1926 byl rakouským vicekancléřem, přičemž byl zároveň pověřen vedením rezortu spravedlnosti.